# Piacenza Football Club 1922-1923
Questa pagina raccoglie le informazioni riguardanti il Piacenza Football Club nelle competizioni ufficiali della stagione 1922-1923.

## Stagione
Nella stagione 1922-1923 il Piacenza ha disputato il girone C del campionato di Seconda Divisione. Con 19 punti ha ottenuto il secondo posto in classifica alle spalle dell'Atalanta.

## Rosa
| N. |                   | Ruolo | Calciatore          |
| -- | ----------------- | ----- | ------------------- |
|    | Italia (bandiera) | A     | Antonio Benassi     |
|    | Italia (bandiera) | C     | Giovanni Bergonzi   |
|    | Italia (bandiera) | C     | Mario Bernetti      |
|    | Italia (bandiera) | D     | Pietro Bolledi      |
|    | Italia (bandiera) | A     | Angelo Boselli      |
|    | Italia (bandiera) | A     | Cabiati             |
|    | Italia (bandiera) | A     | Francesco Cavallini |
|    | Italia (bandiera) | C     | Luigi Cella         |
|    | Italia (bandiera) | P     | Ettore Gandi        |

| N. |                     | Ruolo | Calciatore        |
| -- | ------------------- | ----- | ----------------- |
|    | Italia (bandiera)   | C     | Aldo Gobbi        |
|    | Ungheria (bandiera) | A     | Emil Hinkó        |
|    | Italia (bandiera)   | D     | Alfredo Massari   |
|    | Italia (bandiera)   | A     | Umberto Montanari |
|    | Italia (bandiera)   | D     | Pietro Ongarelli  |
|    | Italia (bandiera)   | P     | Mario Orgero      |
|    | Italia (bandiera)   | D     | Giuseppe Testa    |
|    | Italia (bandiera)   | C     | Giuseppe Ventura  |
|    | Italia (bandiera)   | A     | Gaetano Ziliani   |

## Statistiche

### Statistiche di squadra
| Competizione                 | Punti | In casa | In casa | In casa | In casa | In casa | In casa | In trasferta | In trasferta | In trasferta | In trasferta | In trasferta | In trasferta | Totale | Totale | Totale | Totale | Totale | Totale | DR |
| Competizione                 | Punti | G       | V       | N       | P       | Gf      | Gs      | G            | V            | N            | P            | Gf           | Gs           | G      | V      | N      | P      | Gf     | Gs     | DR |
| ---------------------------- | ----- | ------- | ------- | ------- | ------- | ------- | ------- | ------------ | ------------ | ------------ | ------------ | ------------ | ------------ | ------ | ------ | ------ | ------ | ------ | ------ | -- |
| Seconda Divisione - girone C | 19    | 7       | 7       | 0       | 0       | 16      | 3       | 7            | 2            | 1            | 4            | 4            | 10           | 14     | 9      | 1      | 4      | 20     | 13     | +7 |

### Statistiche dei giocatori
| Giocatore    | Seconda Divisione | Seconda Divisione |
| Giocatore    | Presenze          | Reti              |
| ------------ | ----------------- | ----------------- |
| A. Benassi   | 6                 | 2                 |
| G. Bergonzi  | 5                 | 1                 |
| M. Bernetti  | 13                | 3                 |
| P. Bolledi   | 3                 | 0                 |
| A. Boselli   | 6                 | 0                 |
| Cabiati      | 2                 | 0                 |
| F. Cavallini | 14                | 6                 |
| L. Cella     | 14                | 0                 |
| A. Gobbi     | 11                | 0                 |
| E. Hinkó     | 14                | 5                 |
| A. Massari   | 10                | 0                 |
| A. Massari   | 1                 | -1                |
| U. Montanari | 14                | 2                 |
| P. Ongarelli | 14                | 0                 |
| M. Orgero    | 14                | -12               |
| G. Testa     | 11                | 0                 |
| G. Ventura   | 2                 | 0                 |
| G. Ziliani   | 1                 | 0                 |